# Крутий Яр (Поспєлихинський район)
Крути́й Яр (рос. Крутой Яр) — селище у складі Поспєлихинського району Алтайського краю, Росія. Входить до складу Мамонтовської сільської ради.

## Населення
Населення — 329 осіб (2010; 350 у 2002).
Національний склад (станом на 2002 рік):
- росіяни — 81 %